# Equazione integrale di Fredholm
In matematica, l'equazione integrale di Fredholm è un'equazione integrale la cui soluzione è alla base della teoria di Fredholm, che studia gli operatori di Fredholm e i nuclei di Fredholm.

## Equazione del primo tipo
Un'equazione di Fredholm non omogenea del primo tipo ha la forma:
{\displaystyle g(t)=\int _{a}^{b}K(t,s)f(s)\,\mathrm {d} s}
e la teoria di Fredholm studia come trovare la funzione {\displaystyle f(s)} a partire dal nucleo integrale {\displaystyle K(t,s)} e dalla funzione {\displaystyle g(t)}. Le equazioni integrali di Fredholm sono caratterizzate dal fatto di avere estremi di integrazione costanti (a differenza dell'equazione integrale di Volterra, ad esempio).
Nel caso in cui {\displaystyle K(t,s)=K(t-s)} e gli estremi di integrazione sono {\displaystyle \pm \infty }, il membro alla destra può essere scritto come la convoluzione di {\displaystyle K} e {\displaystyle f}, in modo che la soluzione è data da:
{\displaystyle f(t)={\mathcal {F}}_{\omega }^{-1}\left[{{\mathcal {F}}_{t}[g(t)](\omega ) \over {\mathcal {F}}_{t}[K(t)](\omega )}\right]=\int _{-\infty }^{\infty }{{\mathcal {F}}_{t}[g(t)](\omega ) \over {\mathcal {F}}_{t}[K(t)](\omega )}e^{2\pi i\omega t}\mathrm {d} \omega }
dove {\displaystyle {\mathcal {F}}_{t}} e {\displaystyle {\mathcal {F}}_{\omega }^{-1}} sono rispettivamente la trasformata di Fourier e la sua antitrasformata.

## Equazione del secondo tipo
Un'equazione di Fredholm non omogenea del secondo tipo ha la forma:
{\displaystyle \phi (t)=f(t)+\lambda \int _{a}^{b}K(t,s)\phi (s)\,\mathrm {d} s}
Dato un nucleo {\displaystyle K(t,s)} e una funzione {\displaystyle f(t)}, solitamente il problema è trovare {\displaystyle \phi (t)}, spesso tramite l'uso del formalismo del risolvente.